# De kolderbrigade
De kolderbrigade was een Vlaamse komische politiereeks van de BRT uit 1980, onder regie van Etienne D'Hooghe en Romain Deconinck.
In elke aflevering trachtte Commissaris Kolder (Romain Deconinck) met de hulp van zijn twee hulpinspecteurs Gaston & Leo (Gaston Berghmans en Leo Martin) een moordzaak op te lossen.
De cast bestond vooral uit acteurs uit het volkstheater en er werd dus ook in het dialect gespeeld. Deconinck en Yvonne Delcour spraken Gents en Gaston en Leo Antwerps.
De humor werd vooral gekenmerkt door running gags en catchphrases. Zo brult commissaris Kolder verschillende keren per aflevering naar Adrie "Adrie, een pilleke en ne koffie, 'k hè huufdpaain" of zet Adrie haar bril op wanneer ze iets niet goed hoort.

## Hoofdpersonages
- Commissaris Kolder (Romain Deconinck)
- Hulpinspecteur Gaston (Gaston Berghmans)
- Hulpinspecteur  Leo (Leo Martin)
- Adrie (Yvonne Delcour)

## Afleveringen

#### Zot Lowietje
Zot Lowietje, een dorpsidioot, werd dood uit de vijver opgevist, vermoord door wurging.  De verdachten zijn boer Mulders, zijn zuster, de veldwachter en zijn vrouw.
Gastacteurs: Oswald Versyp (veldwachter Engelvoet), Werther Vander Sarren (boer Mulders), Arla Theys (Angela), Gerda Marchand (Julia)

#### Het verjaardagsfeestje
Een man valt dood op een verjaardagsfeestje. De dokter constateert "vergiftiging" met de beruchte 'carachloride'. De verdachten zijn een nogal aantrekkelijke weduwe, de associé en een vriend van de vermoorde. Naar gewoonte ontkent iedereen, maar Kolder en zijn helpers waken!
Gastacteurs: Denise De Weerdt (Hélène), Alex Cassiers (Oscar), Dries Wieme (Jules)

#### De vedette
Een bekende vedette van toneel en televisie wordt met ingeslagen schedel gevonden in zijn appartement. De verdachten zijn een jonge actrice, haar vader, een aankomend regisseur en een vriend van de vermoorde.
Gastacteurs: Annie Van Lier (Elly Van Nat), Marcel de Stoop (Claude Nels), Herman Bruggen (Cornellis), Roger de Wilde (Frans Cort)

#### De diamanten
Bij een openstaande auto wordt het lijk ontdekt van een man. De verdachten zijn een Antwerps echtpaar en de broer van het slachtoffer, die door een hulpvaardige inspecteur van een andere afdeling al werd aangehouden. Iets schijnt toch niet helemaal te kloppen.
Gastacteurs: Jeanine Schevernels (Suzanne Doel), Alex Wilequet (Lievin Doel), Rudi Delhem (Jack Bleck), Marc Steemans (Peter Class)

#### De ontvoering
Een jong meisje werd ontvoerd en tegen betaling van losgeld teruggevonden. Wie doet nu zoiets? Een garagehouder met strafregister, de vader of de broer van het meisje?
Gastacteurs: Albert Hanssens (Albert Tilt), Ingrid De Vos (Tina), Bob De Moor (Rocky), Johan Bral (Pol Pover)

#### De brief
Is de directeur van een bankfiliaal ook een dealer in drugs? Op deze vraag probeert de kolderbrigade antwoord te krijgen van de vrouw en zoon van de verdachte.
Gastacteurs: Yvonne Verbeeck (Blanca Oogst), Wim Van den Begin (Daniel Oogst), Ludo Leroy (Omer Oogst), Bert André (Piet Van Fruitboer)

#### Het circus
De kolderbrigade lost een moord op in het familiecircus 'Potvis'.
Gastacteurs : Claude Marissael (Dimitri Potvis) , Rudi Delhem (Olaf Potvis),  Lily Castel (Elly Potvis)